# Stade László Budai II
Le Stade László Budai II (en hongrois : Budai II. László Stadion), est un ancien stade de football hongrois situé à Rákospalota, un quartier du 15e arrondissement de Budapest, la capitale du pays.
Inauguré en 1959, le stade, doté de 7 500 places, est connu pour servir d'enceinte à domicile pour les clubs de football du Rákospalotai ainsi que du FC Femina.

## Histoire
Le stade porte le nom de László Budai, footballeur international hongrois.

## Galerie

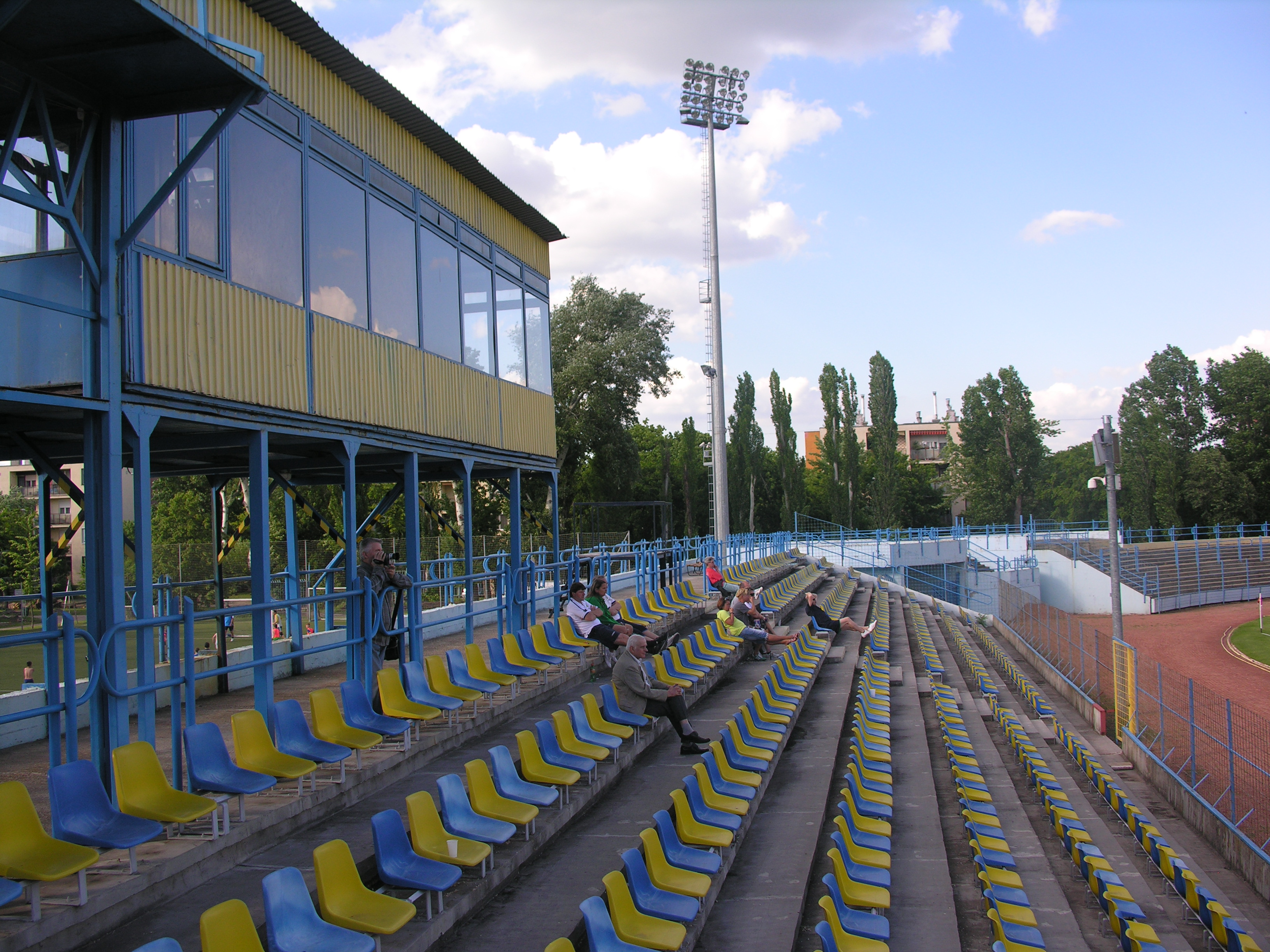
Vue intérieure du stade n°1
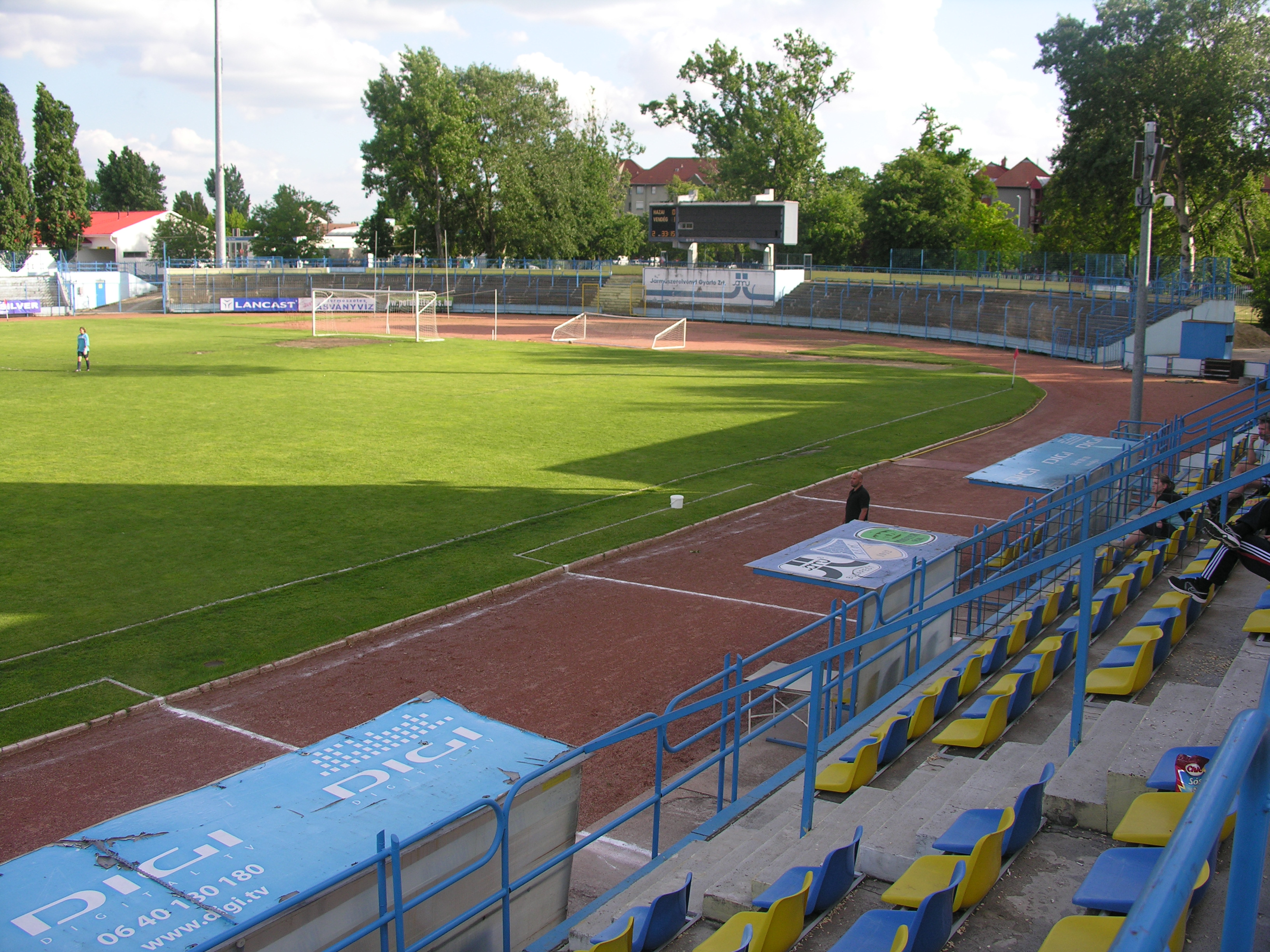
Vue intérieure du stade n°2